# 弗拉基米尔·贾尼别科夫
弗拉基米尔·亚历山德罗维奇·贾尼别科夫（俄語：Владимир Александрович Джанибеков，1942年5月13日—），前苏联宇航员，曾执行过五次太空任务。

## 生平
1942年5月13日生于苏联哈萨克苏维埃社会主义共和国南哈萨克斯坦州伊斯坎德尔村（现乌兹别克斯坦共和国塔什干州）。父亲是一名消防员，母亲是一名护士。童年时随家人搬至塔什干。1953年至1958年，就读于苏联国家安全部塔什干苏沃洛夫边防部队学校。1960年被列宁格勒国立大学物理系录取后决定成为一名飞行员。1961年考入克拉斯诺达尔边疆区叶伊斯克高等军事飞行员学校。1965年毕业后在北高加索军区空军部队服役。1970年4月在空军组入选苏联宇航员队伍，开始在宇航员培训中心接受联盟号载人飞船的飞行训练。同年11月加入苏联共产党。
1978年1月10日，和马卡罗夫一起乘坐联盟27号飞船到访礼炮6号空间站。1981年3月22日，他和入选国际宇航员计划的蒙古人朱格德尔德米德·古尔拉格查乘坐联盟39号到访礼炮6号空间站。1982年6月24日，他参加了第一次“苏联-法国载人航天飞行”任务，和工程师伊万琴科夫以及法国人让-卢·克雷蒂安乘坐联盟T-6前往礼炮7号空间站执行短期考察任务。
1984年7月17日，他和萨维茨卡娅、沃尔克搭乘联盟T-12飞船，与礼炮7号空间站及联盟T-10飞船联合体对接。7月25日，贾尼别科夫和萨维茨卡娅共同完成了太空焊接、切割等作业。萨维茨卡娅成为第一位在太空行走的女性。
1985年2月，礼炮7号空间站与地面失去联络。1985年6月6日，他和萨维内赫搭乘联盟T-13号飞船升空，成功发现了礼炮7号，但是它的太阳能电池板不平行，整个空间站的电力已经耗尽。贾尼别科夫靠手动操作飞船完成了对接。之后萨维内赫利用手电筒在漆黑的空间站里完成了维修。2018年电影就是以这段任务为原型改编的。8月2日，他与萨维内赫进行了一次持续5个小时的舱外活动，扩充了太阳能电池板，并首次使用了海鹰-DM宇航服。9月26日，他和格列奇科乘坐联盟T-13号飞船返回地面。
1985年被授予空军少将军衔。1986年离开现役宇航员队伍。1986年6月任加加林宇航员培训中心一部副部长，负责宇航员训练。1988年7月任一部部长。1997年8月退役。

## 统计
| # | 发射载具 | 发射时间（UTC） | 对接空间站    | 着陆载具 | 着陆时间（UTC） | 时长总计          | 舱外活动次数 | 舱外活动时长 |
| - | -------- | --------------- | ------------- | -------- | --------------- | ----------------- | ------------ | ------------ |
| 1 | 联盟27号 | 1978年1月10日   | 礼炮6号空间站 | 联盟26号 | 1978年1月16日   | 5天22小时58分钟   | 0            | 0            |
| 2 | 联盟39号 | 1981年3月22日   | 礼炮6号空间站 | 联盟39号 | 1981年3月30日   | 7天20小时43分钟   | 0            | 0            |
| 3 | 联盟T-6  | 1982年6月24日   | 礼炮7号空间站 | 联盟T-6  | 1982年7月2日    | 7天21小时51分钟   | 0            | 0            |
| 4 | 联盟T-12 | 1984年7月17日   | 礼炮7号空间站 | 联盟T-12 | 1984年7月29日   | 11天19小时15分钟  | 1            | 3小时35分钟  |
| 5 | 联盟T-13 | 1985年6月6日    | 礼炮7号空间站 | 联盟T-13 | 1985年9月26日   | 112天3小时12分钟  | 1            | 5小时00分钟  |
|   |          |                 |               |          |                 | 145天15小时58分钟 | 2            | 8小时35分钟  |

太空行走统计
| #      | 日期（UTC）   | 同伴                  | 持续时长    |
| ------ | ------------- | --------------------- | ----------- |
| 1      | 1984年7月25日 | 斯维特兰娜·萨维茨卡娅 | 3小时35分钟 |
| 2      | 1985年8月2日  | 维克托·萨维内赫       | 5小时00分钟 |
| 总时长 | 总时长        | 总时长                | 8小时35分钟 |

## 社会兼职
- 乌兹别克苏维埃社会主义共和国第十一届最高苏维埃代表（1985年－1989年）
- 苏联-西班牙友好协会副主席（1978年－1991年）
- 俄罗斯航天博物馆协会主席（2010年－）

## 荣誉
苏联

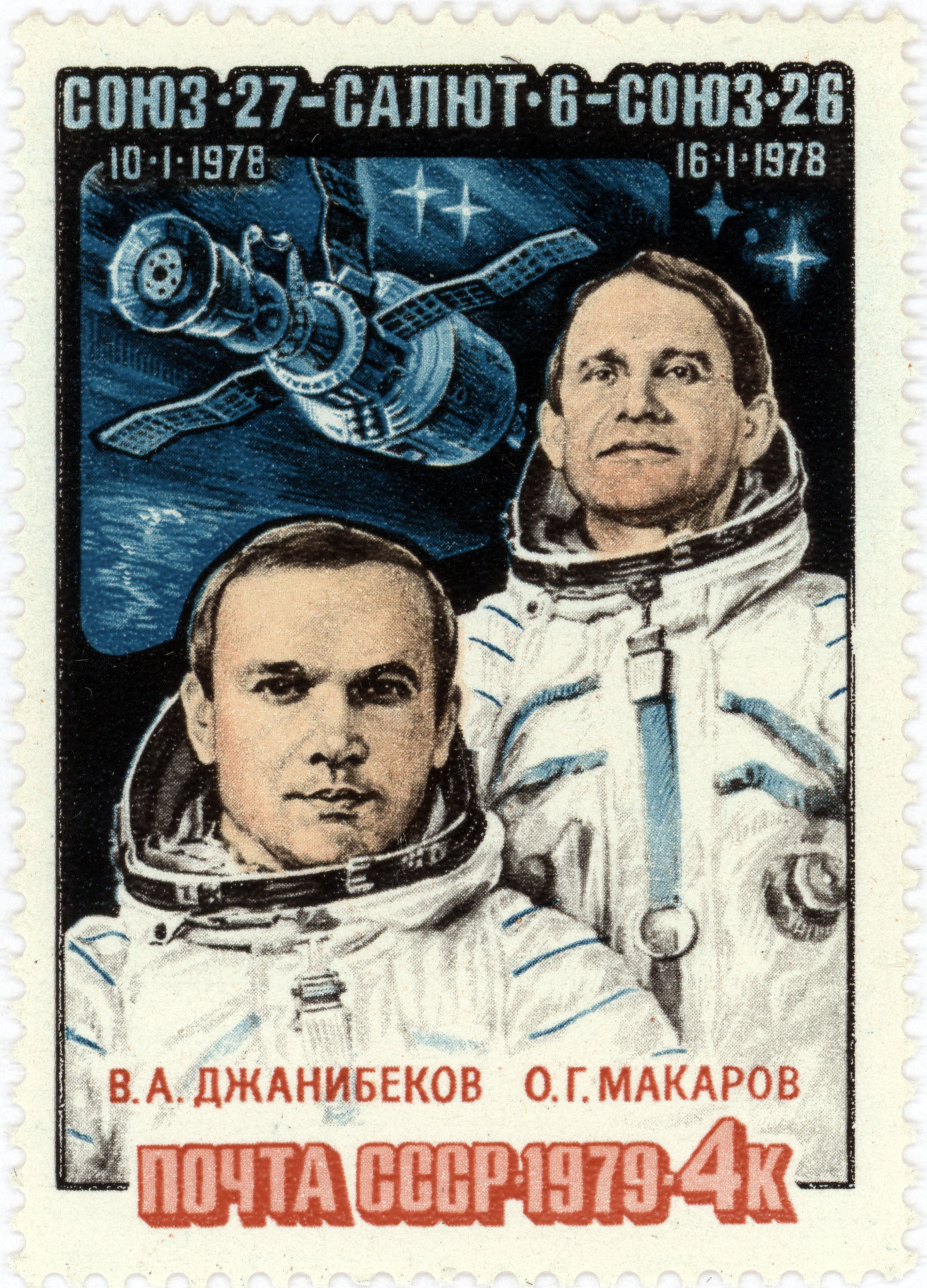
1978年苏联邮票：贾尼别科夫（左）和马卡罗夫（右）

- 苏联英雄（1978年3月16日、1981年3月30日）
- 列宁勋章（1978年3月16日、1981年3月30日、1982年7月2日、1984年7月29日、1985年9月26日）
- 红星勋章（1976年1月15日）
- 三级在蘇聯武裝力量中為祖國服務勳章
- 拜科努尔荣誉市民（1978年）[9]

俄罗斯联邦
- 友谊勋章（1996年4月9日）
- 太空探索優異獎章（2011年4月12日）[10]
- 托木斯克国立大学荣誉博士（2011年4月27日）[11]

乌兹别克斯坦
- 友谊勋章（2022年）[12]

蒙古
- 蒙古人民共和国英雄（1981年）
- 苏赫巴托尔勋章（1981年）

法国
- 法国荣誉军团指挥官勋章（1982年）

国际
- 小行星3170以其命名[13]

## 家庭
他原姓克雷辛（Крысин）。1964年，他与莉莉娅·穆尼罗夫娜·贾尼别科娃结婚。贾尼别科娃是中世纪金帐汗国可汗札尼别的后裔。由于她的父亲没有男性子嗣，贾尼别科夫随了妻子的姓氏，以纪念她的祖先并延续她的血统。